# Éva (keresztnév)
Az Éva bibliai női név, a bibliai teremtéstörténet szerint az első emberpár nőtagjának neve, eredeti héber alakja חַוָּה Chavvá. A szó eleji erős H hang a görög átiratban elhalt (vö. Noah → Noé). A szó a létigéből származik, jelentése életet adó, a bibliai magyarázat szerint minden élők anyja.

## Képzett és rokon nevek
- Evelin:[1] az Éva angol és francia eredetű továbbképzése, de az angolban lehet a kelta eredetű Eiblin vagy a germán eredetű Avelina alakváltozata is.[2]
- Evelina:[1] az Evelin latinos továbbképzése.[2]
- Evica:[1] az Éva szláv becenevéből önállósult.[2]
- Evila:[1] az Éva szláv becenevéből önállósult.[2]
- Evita:[1] az Éva spanyol becenevéből önállósult.[2]
- Vica:[1] az Éva magyar becenevéből önállósult.[6]

## Gyakorisága
Az Éva a 17. századtól szerepel a gyakoribb nevek között, a név népszerűsége még nő is a 18. századra, majd a 19. században erősen visszaesik. Újból divatos a 20. század második felében lett, amikor 1967-ben a lista első helyén szerepelt, de a 80-as években már csak a 6. leggyakoribb név volt. A 90-es években is még gyakori, de a 2000-es években 2007-ig a 71-100. leggyakoribb női név, azóta nincs az első százban.
Az Evelin az 1990-es években ritka név volt, a 2000-es években a 19-66. leggyakoribb női név.
Az Evelina, Evica, Evila, Evita és Vica az 1990-es években szórványos név volt, a 2000-es években nem szerepelnek a 100 leggyakoribb női név között.

## Névnap
- Éva, Evica, Evila, Evita, Vica: december 24.[2]
- Evelin, Evelina: május 26.[2]

## Idegen nyelvű változatai

### Éva
- angol: Eva, Eve, Evie
- arab: حواء
- bolgár, orosz: Jeva
- dán, holland, horvát, latin, német, olasz, szerb: Eva
- észt: Eeva
- finn: Eeva, Eevi
- francia: Ève
- héber: Hava, חַוָּה
- ír: Éabha, Aoibhe
- kopt: Havat
- lengyel: Ewa
- lett, litván: Ieva
- perzsa: حوا
- spanyol: Eva, Evita
- török: Havva
- walesi: Efa

### Evelin
- Eveline (francia és angol)
- Evelyn, Evelyne (angol)
- Evelien (holland)
- Ewelina (lengyel)

## Híres névviselők

### Évák

#### Magyarok
- Almási Éva színésznő
- Ancsel Éva filozófus
- Balatoni Éva opera-énekesnő

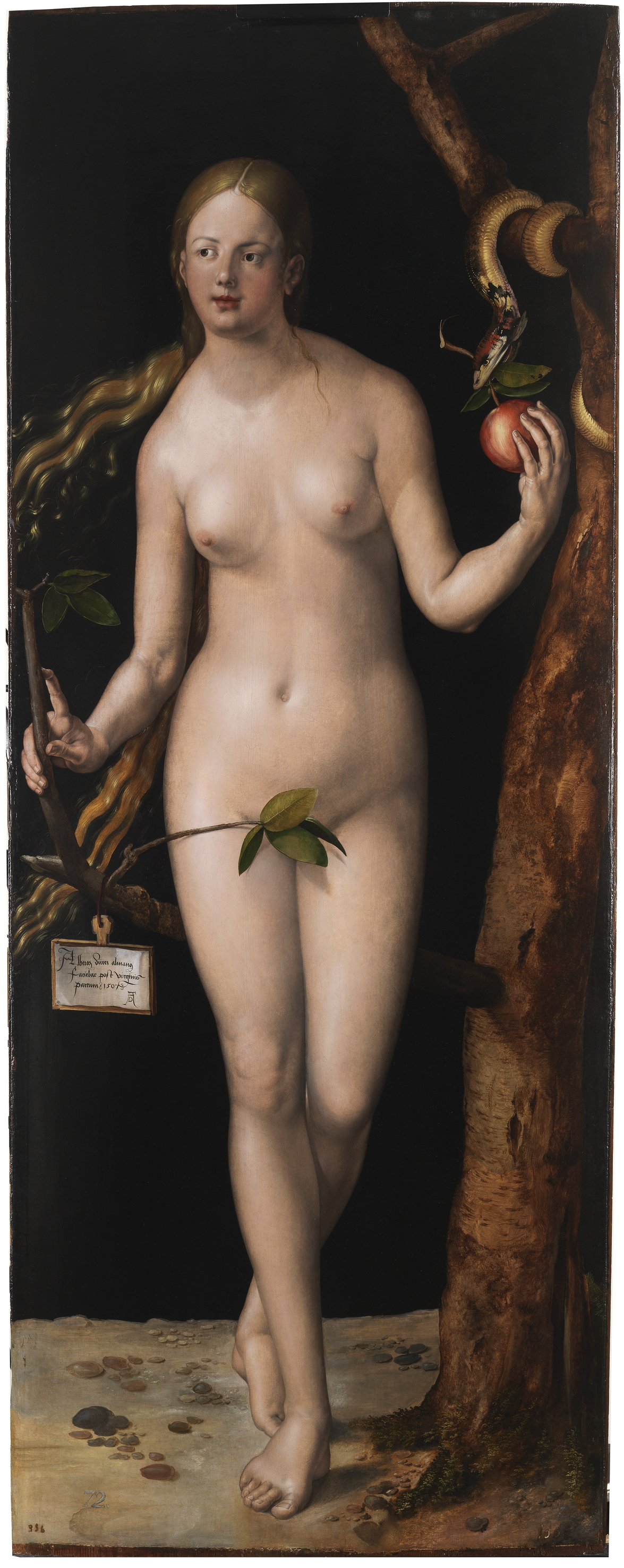
Éva (Albrecht Dürer festménye)

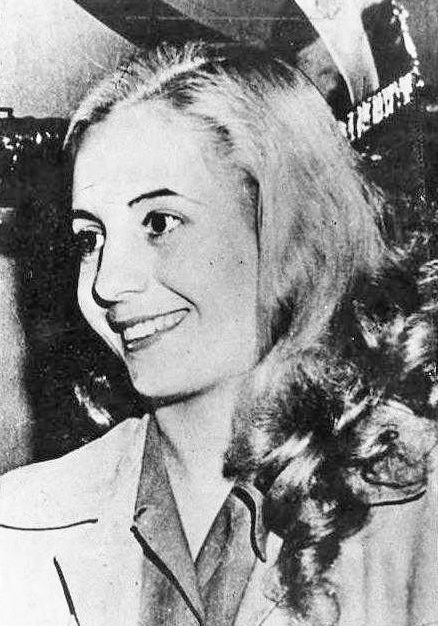
Evita

- Barabás Éva televíziós műsorvezető
- Bay Éva tévébemondó
- Bognár Éva énekes
- Czipri Éva költő
- Csepregi Éva énekes
- Erdélyi Éva úszó
- Fábián Éva énekes
- Fejős Éva író
- Fésüs Éva író
- Földes Éva sporttörténész, neveléstörténész, az 1948. évi londoni olimpia művészeti versenyeinek harmadik helyezettje
- Gergely Éva énekes
- Janikovszky Éva író
- Henger Éva televíziós műsorvezető, pornószínész
- Horváth Éva szépségkirálynő
- Igó Éva színművész
- Kóczián Éva világbajnok asztaliteniszező
- Marton Éva operaénekes
- Mikes Éva táncdalénekesnő
- Vavyan Fable (Molnár Éva) író
- Novák Éva olimpiai bajnok úszó
- Novodomszky Éva műsorvezető
- Pál Éva énekes
- Pánczél Éva opera-énekesnő
- Pócs Éva néprajzkutató
- Risztov Éva úszó
- Ruttkai Éva színművész
- Dr. Sarkadiné dr. Lukovics Éva politikus, jogász, parlamenti képviselő
- Schubert Éva színésznő
- Szabó Éva keramikus, porcelántervező művész
- Szarka Éva válogatott labdarúgó
- Székely Éva olimpiai bajnok úszó
- Szerencsi Éva színművész
- Szörényi Éva Kossuth-díjas színművész
- Tordai Éva operaénekes
- Vándor Éva színésznő, szinkronszínész
- Vári Éva színművész
- Vass Éva színésznő
- Zeikfalvy Éva svéd válogatott labdarúgó
- Zsurzs Éva filmrendező

#### Külföldiek
- Eva Bartok (szül. Szőke Éva) amerikai színművész
- Eva Braun, Adolf Hitler felesége
- Eva Cassidy amerikai énekesnő
- Eva Gabor (Gábor Éva) színművész
- Eva Longoria amerikai színésznő
- Eva Mendes amerikai színművész
- Eva Rivas örmény énekesnő
- Ewa Sonnet lengyel énekesnő
- Ieva Tare lett kosárlabdázó

### Evelinek, Evelinák
- Dobos Evelin magyar színésznő, műsorvezető
- Ewelina Korbin lengyel kosárlabdázó
- Evelyn Waugh angol író
- Fenyvesi Evelin válogatott labdarúgó
- Kandeh Evelyne énekesnő
- Verrasztó Evelyn magyar úszó

### Evicák, Evilák, Eviták és Vicák
- Eva Perón (Evita) argentin politikus

## Egyéb Évák

### Az irodalomban
- Éva a női főszereplője Madách Imre Az ember tragédiája című művének
- Gárdonyi Géza Egri csillagok című regényének egyik szereplője Cecey Éva
- Ulpius Éva Szerb Antal Utas és holdvilág című regényének egyik szereplője

### Népköltészetben
Kiszámoló:
Ádám, Éva járt a kertben,

Búzaszemet szemecskélte,

Mondd meg, hányat, Te.
Szólások:
- Éva lánya: mondják olyan nőre, akiben szembetűnőek a női tulajdonságok[7]
- még Éva is menyasszony volt: mondják olyan eseményekre, amik nagyon régen történtek[7]
- Éva után indult: mondják olyan emberre, aki lopott[7]

Egyéb népi elnevezések
- évahal: Szeged környékén hívnak így egy halfajtát[7]
- évahalál-csont a neve az ádámcsutkának egyes vidékeken[7]

### Egyéb
- Ádám és Éva az első emberpár a Bibliában
- Mitokondriális Éva
- EVA betűszó több fogalomra
- Evita, musical